# John Aloisi
John Aloisi (Adelaide, 1976. február 5. –) ausztrál válogatott labdarúgó, edző.